# Berthold av Bayern
Berthold av Bayern, född 900, död 947, var regerande hertig av Bayern från 938 till 947. 